# Joakim
A Joakim férfinév a héber névből származik. Jelentése: Jahve felemel.

## Képzett nevek
- Áhim:[1] a Joakim név rövidülése[2]
- Joáhim:[1] a név alakváltozata[2]
- Joachim:[1] a név alakváltozata[2]
- Joahim:[1] a név alakváltozata[2]
- Joákim:[1] a név alakváltozata[2]

## Gyakorisága
Az 1990-es években az Áhim, Joáhim, Joachim és Joakim szórványos név volt, a Joahim és a Joákim nem volt anyakönyvezhető, a 2000-es években nem szerepelnek a 100 leggyakoribb férfinév között.

## Névnapok
Joakim, Áhim, Joáhim, Joachim, Joahim, Joákim
- március 20.[2]
- április 16.[2]
- július 26.[2]
- augusztus 16.[2]

## Idegen nyelvi változatai
- Joachim (német)
- Gioacchino (olasz)
- Joaquim (katalán)
- Joaquín (spanyol)

## Híres Joakimok, Áhimok, Joachimok, Joáhimok, Joahimok és Joákimok
- Jójákim júdai király
- Bedeus Joakim erdélyi tartományi főbiztos, belső titkos tanácsos
- Egyed Joákim pálos rendi szerzetes
- Gioachino Rossini olasz zeneszerző
- Görög Joachim gyergyószentmiklósi örmény pap, szenátor és iskolaigazgató
- Gutkeled Joakim (Joachim) horvát-szlavón bán
- Joakim Bonnier svéd autóversenyző
- Joaquim dos Campos portugál labdarúgó-játékvezető
- Joachim Johansson svéd teniszedző
- Joachim Löw labdarúgóedző
- Joachim Murat francia marsall, nápolyi király
- Joakim porosz királyi herceg
- Joaquin Phoenix amerikai színész
- Joachim von Ribbentrop német nemzetiszocialista politikus
- Joachim Winkelhock német autóversenyző
- Szvetnik Joachim magyar ötvösművész és restaurátor
- Joakim Brodén a svéd Sabaton énekese
- Joachim Peiper Waffen-SS ezredese (SS-Standartenführer)
- Hans-Joachim Marseille Ász pilóta
- Rolf Magnus Joakim Larrson (Joey Tempest) a svéd  Europe énekese
- Joacim Cans a svéd Hammerfall énekese